# Sukmanie
Sukmanie – wieś w Polsce położona w województwie małopolskim, w powiecie tarnowskim, w gminie Wojnicz.
W latach 1975–1998 miejscowość administracyjnie należała do województwa tarnowskiego.
Przez wieś przebiega droga wojewódzka nr 975.
Sukmanie, notowane w źródłach od 1331 roku, w 2008 roku liczyło 473 mieszkańców i miało powierzchnię 313,47 hektarów.